# Віллафранкський мир
Віллафранкський мир — перемир'я, укладене 11 липня 1859 року під час австро-італо-французької війни у місті Віллафранка.

## Історія
Коли після поразки під Сольферіно, завданої австрійцям імператором Наполеоном III, Австрія усвідомила свою неспроможність боротися з об'єднаними силами Франції та П'ємонту. Відповідно до умов того миру імператор австрійський Франц Йосиф I поступився Ломбардією за річками По і Мінчіо Франції, а потім Наполеон III передав її королю сардинському Віктору Емануїлу в обмін на Ніццу та Савойю, що відійшли до Франції.
Представників Сардинського королівства навіть не запросили до Віллафранки. Тим не менше, той мир поклав початок національному об'єднанню Італії під верховенством П'ємонту.